# Épiptérygoïde
L'épiptérygoïde est un os crânien apparié présent chez de nombreux tétrapodes. Il agit comme une entretoise verticale reliant l'os ptérygoïde du palais à la surface externe du neurocrâne ou à la face inférieure du toit crânien. L'épiptérygoïde est un os enchondral (dérivé du cartilage), semblable à la boîte crânienne mais contrairement à la plupart des autres os du crâne. Chez les squamates, l'épiptérygoïde a généralement une forme mince en forme de bâtonnet et est également connue sous le nom de columella cranii. L'épiptérygoïde est considéré comme homologue de l'os alisphénoïde chez les mammifères. Bien que présent chez de nombreux archosaures éteints, cet os est depuis perdu indépendamment chez les crocodiliens et les oiseaux actuels,.